# Enrique Brasó
Enrique Brasó (Madrid, 1948-Madrid, 7 de diciembre de 2009) fue un guionista y director de cine español, conocido por En la ciudad sin límites (2002), e In memoriam (1977), ambas protagonizadas por Geraldine Chaplin. 

## Biografía
A principios de la década de 1970 trabajó en los Estudios Moro y en Televisión Española, donde escribió los guiones de Novela (1971), Estudio 1 (1972), Cuentos y leyendas (1976) y El quinto jinete (1977). En 1977 dirigió la película In Memoriam, con un guion adaptado por él de un relato de Adolfo Bioy Casares, protagonizada por Geraldine Chaplin y José Luis Gómez.
Posteriormente dirigió un episodio de El juglar y la reina (1978) y Cuentos eróticos (1980) para televisión. Posteriormente trabajó como actor de doblaje,  aunque en 1988 dirigió la serie El mundo de Juan Lobón y en 1995 un episodio de la serie A su servicio.
Volvió al cine en 2002, cuando coescribió el guion de En la ciudad sin límites con Antonio Hernández, por el que fue nominado a la Medalla del Círculo de Escritores Cinematográficos al mejor guion original y ganó el Goya al mejor guion original. En 2005 escribió el guion de Oculto, de nuevo con Antonio Hernández, y en 2007 dirigió Fernando Fernán Gómez para TVE.
Brasó murió el 7 de diciembre de 2009 en Madrid.

## Filmografía
Como director
- In Memoriam  (1977)
- El juglar y la reina (un episodio, 1978)
- Cuentos eróticos  (un segmento, 1980).
- El mundo de Juan Lobón  (1988)
- A su Servicio  (un episodio, 1995)

Como guionista
- Novela  (un episodio, 1971),
- Estudio 1  (un episodio, 1972)
- Cuentos y leyendas  (un episodio, 1976)
- El quinto jinete  (un episodio, 1977)
- En la ciudad sin límites  (2002)
- Oculto  (2005)
- Fernando Fernán Gómez  (2007)

## Libros
- Carlos Saura  (1974), ISBN 978-84-7330-006-3
- Conversaciones con Fernando Fernán Gómez  (2002), ISBN 978-84-670-0311-6